# Jan Kazimierz Chodkiewicz
Jan Kazimierz Chodkiewicz herbu własnego (ur. 1616, zm. 13 marca 1660 w Królewcu) – kasztelan wileński w latach 1646–1660 starosta bielczycki i ozarzycki

## Życiorys
Był synem Krzysztofa wojewody wileńskiego i Elżbiety Kiszczanki, hrabia na Szkłowie i Bychowie. W młodości przebywał na dworze Zygmunta III Wazy potem studiował za granicą w Grazu, Wiedniu i Bolonii, studia uzupełnił podróżą po Włoszech. 20 lipca 1633 otrzymał urząd koniuszego litewskiego będąc jeszcze za granicą, do kraju powrócił w 1634 roku. Poseł na sejm ekstraordynaryjny 1635 roku. 3 kwietnia 1646 został kasztelanem wileńskim. Sejm 1655 dla bezpieczeństwa zamku i porządku w mieście w czasie uchwalonego pospolitego ruszenia polecił mu wraz z biskupem wileńskim Jerzym Tyszkiewiczem rezydować w Wilnie, skąd musiał uchodzić przed wojskami moskiewskimi i 13 marca 1660 z gorączki zmarł w Królewcu. Został pochowany w Brzostowicy Wielkiej i uczczony tablicą pamiątkową z łacińskim życiorysem.
Był kolatorem monasteru w Supraślu. Żonaty od 31 sierpnia 1636 z Zofią Pacówną (zm. 1665) córką Stefana Paca podkanclerzego litewskiego. Miał z nią dwóch synów, młodo zmarłych z morowego powietrza, Jerzego Karola i Mikołaja Konstantego, oraz dwie córki, Annę żonę Jerzego Mniszecha wojewody wołyńskiego i Teresę (1645-1672) żonę Jana Krasińskiego, wojewody płockiego.